# Spice (album)
Spice este albumul de debut al trupei britanice de muzică pop Spice Girls. Spice girls

## Lista pieselor
| Spice           |                            |                                        |                              |         |  |
| Nr.             | Titlu                      | Autor(i)                               | Producător(i)                | Lungime |  |
| 1.              | „Wannabe”                  | Spice Girls Richard Stannard Matt Rowe | Stannard Rowe                | 2:52    |  |
| 2.              | „Say You'll Be There”      | Spice Girls Eliot Kennedy              | Absolute                     | 3:56    |  |
| 3.              | „2 Become 1”               | Spice Girls Stannard Rowe              | Stannard Rowe Andy Bradfield | 4:00    |  |
| 4.              | „Love Thing”               | Spice Girls Kennedy Cary Bayliss       | Absolute Bradfield           | 3:37    |  |
| 5.              | „Last Time Lover”          | Spice Girls Andy Watkins Paul Wilson   | Absolute                     | 4:11    |  |
| 6.              | „Mama”                     | Spice Girls Stannard Rowe              | Stannard Rowe                | 5:03    |  |
| 7.              | „Who Do You Think You Are” | Spice Girls Watkins Wilson             | Absolute                     | 3:59    |  |
| 8.              | „Something Kinda Funny”    | Spice Girls Watkins Wilson             | Absolute                     | 4:02    |  |
| 9.              | „Naked”                    | Spice Girls Watkins Wilson             | Absolute                     | 4:26    |  |
| 10.             | „If U Can't Dance”         | Spice Girls Stannard Rowe              | Stannard Rowe                | 3:50    |  |
| Lungime totală: | Lungime totală:            | Lungime totală:                        | Lungime totală:              | 39:56   |  |

| Spice – Latin American bonus track |                                                      |                                   |                         |         |  |
| Nr.                                | Titlu                                                | Autor(i)                          | Producător(i)           | Lungime |  |
| 11.                                | „Seremos Uno Los Dos” (2 Become 1 – Spanish Version) | Spice Girls Stannard Rowe N. Maño | Stannard Rowe Bradfield | 4:05    |  |
| Lungime totală:                    | Lungime totală:                                      | Lungime totală:                   | Lungime totală:         | 44:01   |  |

| Spice – Colombian bonus track |                       |                           |                              |         |  |
| Nr.                           | Titlu                 | Autor(i)                  | Producător(i)                | Lungime |  |
| 11.                           | „Wannabe” (Dance Mix) | Spice Girls Stannard Rowe | Stannard Rowe Junior Vasquez | 5:57    |  |
| Lungime totală:               | Lungime totală:       | Lungime totală:           | Lungime totală:              | 45:53   |  |

## Certificări
| Regiune | Certificări | Vânzări    |
| --- | ----------- | ---------- |
| Argentina (CAPIF) | Platină     | 60.000x    |
| Australia (ARIA) | 6× Platină  | 420.000^   |
| Austria (IFPI Austria) | Platină     | 50.000x    |
| Belgia (BEA) | 3× Platină  | 150.000*   |
| Brazilia (ABPD) | 2× Platină  | 500.000*   |
| Canada (Music Canada) | Diamond     | 1.000.000^ |
| Chile (IFPI Chile) | 2× Platină  |            |
| Colombia (ASINCOL) | Platină     |            |
| Czech Republic (IFPI) | Platină     |            |
| Danemarca (IFPI Denmark) | 3× Platină  | 150.000^   |
| Finlanda (Musiikkituottajat) | Platină     | 76,372     |
| Franța (SNEP) | Diamond     | 1,074,800  |
| Germania (BVMI) | 3× Aur      | 750.000^   |
| Holland | 3× Platină  |            |
| Hong Kong (IFPI Hong Kong) | 2× Platină  | 40.000*    |
| Ungaria (Mahasz) | Aur         |            |
| India (IMI) | Platină     |            |
| Indonesia (ASIRI | Platină     |            |
| Irlanda (IRMA) | 9× Platină  | 135.000x   |
| Israel (IFPI) | Platină     |            |
| Italia (FIMI) | 5× Platină  | 500.000*   |
| Japonia (RIAJ) | 4× Platină  | 718,432    |
| Korea | 2× Platină  |            |
| Malaysia (RIM) | 3× Platină  |            |
| Mexic (AMPROFON) | Aur         | 100.000^   |
| Noua Zeelandă (RMNZ) | 7× Platină  | 105.000^   |
| Norvegia (IFPI Norway) | 2× Platină  | 100.000*   |
| Philippines (PARI) | 4× Platină  |            |
| Polonia (ZPAV) | 2× Platină  | 200.000*   |
| Portugalia (AFP) | 2× Platină  | 80.000x    |
| Saudi Arabia | 3× Platină  |            |
| Singapore (RIAS) | 4× Platină  |            |
| Spania (PROMUSICAE) | 10× Platină | 1,000,000  |
| Suedia (GLF) | 2× Platină  | 200,000^   |
| Elveția (IFPI Switzerland) | 2× Platină  | 100.000x   |
| Taiwan (RIT) | 4× Platină  |            |
| Thailand (TECA) | 4× Platină  |            |
| Turkey (Mü-YAP) | Platină     |            |
| Regatul Unit (BPI) | 10× Platină | 3.000.000^ |
| Statele Unite (RIAA) | 7× Platină  | 7,453,000  |
| Venezuela (APFV) | Platină     |            |
| Sumar |             |            |
| Central America | Aur         |            |
| Europa (IFPI) | 8× Platină  | 8.000.000* |
| South Africa (RiSA) | Platină     |            |
| *cifrele de vânzări sunt bazate pe un singur certificat ^cifrele cargo sunt bazate pe un singur certificat xcifrele nespecificate sunt bazate pe un singur certificat |             |            |